# Jean Thomas
Jean Thomas (overleden 28 december 2019) was een Belgisch vastgoedondernemer.

## Biografie
Jean Thomas was een kleinzoon van Albert Dewaele van de familiale bouwonderneming Dewaele. Hij studeerde economie aan de Université libre de Bruxelles en trad midden jaren 1970 toe tot het management van de familieonderneming. In 1982 nam hij samen met zijn neef de leiding over. In 1991 tekende hij samen met Philippe Bodson de fusie van het familiebedrijf met de Compagnie Immobilière de Belgique tot vastgoedgroep Immobel. Thomas werd gedelegeerd bestuurder, een functie die hij tot juni 2007 uitoefende. Vervolgens werd hij voorzitter van de raad van bestuur, wat hij bleef tot november dat jaar. Hij bleef actief in de vastgoedsector via zijn onderneming Triple J Real Estate en in het management van SIGG.
Bij de gemeenteraadsverkiezingen van 2006 was hij namens de PS kandidaat in Brussel.
In september 2008 werd Thomas samen met vastgoedtopman Philippe Blaton en PS-schepenen Merry Hermanus en Isi Halberthal voor de correctionale rechtbank gedagvaard. Ze werden verdacht van valsheid in geschrifte, gebruik van valse stukken, verduistering van overheidsgelden, heling en lidmaatschap van een criminele organisatie.